# 开阿利克遗址
开阿利克遗址（英語：Site of Kayalyk），又称安东诺夫遗址（俄语：Антоновское городище）是哈萨克斯坦杰特苏州萨尔坎德区开阿利克的一处古代遗址。曾是葛逻禄统治者的都城，遗址时代为公元8至13世纪，是丝绸之路上重要的商贸城镇，也是七河地区东北最大的贸易、工艺和文化中心。遗址被高达3.5至4.5米的城墙围绕。对该处遗址的考古发掘开始于1964年，在遗址内发现了佛教和摩尼教的寺庙，还发现了12至14世纪伊斯兰教的文化遗迹，包括清真寺和陵墓。